# Terence Tao
Terence Tao (født 17. juli 1975) er en australsk-amerikansk matematiker, der har arbejdet med en række områder inden for matematik. Han er professor i matematik på University of California, Los Angeles (UCLA). Hans arbejde fokuserer harmonisk analyse, diffenrentialligninger, algebraisk kombinatorik, sandsynlighedsregning og analytisk talteori. I 2015 var han formand for James and Carol Collins på University of California, Los Angeles.
Tao har bidraget med gennembrud inden for harmonisk analyse, kombinatorik, diffenrentialligninger og analytisk talteori. I 2006 modtog han Fieldsmedaljen og i 2014 fik han prisen Breakthrough Prize in Mathematics. Han er også 2006 MacArthur Fellow. Tao står som forfatter og medforfatter på over 275 videnskabelige artikler. Han er den yngste vinder af Den Internationale Matematik-Olympiade i en alder af 10 år.